# Rubizhne
Rubizhne (em ucraniano:  Рубіжне, em russo:  Рубежное, Rubezhnoye) é uma cidade da Ucrânia, situada no Oblast de Luhansk. Tem 34,14 km² de área e sua população em 2020 foi estimada em 56.785 habitantes.